# Rethona albifasciata
Rethona albifasciata is een vlinder uit de familie houtboorders (Cossidae). De wetenschappelijke naam van deze soort is, als Coryphodema albifasciata, voor het eerst geldig gepubliceerd in 1910 door Hampson.
De soort komt voor in het Afrotropisch gebied.